# Alfred Tilman
Jean Joseph Alfred Tilman (Brussel,  3 februari 1848 – Schaarbeek, 20 februari 1895) was een Belgisch componist.
Hij was zoon van Rigobert Tilman en Catherine Josephine Duflot. Hijzelf trouwde met Stéphanie Marie (Fanny) Herain, bij overlijden directrice van een rijksnormaalschool te Doornik, eerder bestuurder van een gemeenteschool in Brussel.
Hij kreeg zijn opleiding aan het Brussels conservatorium. Zijn docenten waren François-Joseph Fétis (contrapunt, fuga) en Alphonse Mailly en Louis Brassin (piano). Al tijdens zijn laatste jaar van opleiding werd zijn zelf docent aan genoemd conservatorium (1869-1871). In Brussel was hij tevens als (koor-)dirigent werkzaam.
Zijn compositie bevinden zich op het godsdienstige vlak. In de 20e eeuw bleven zijn Te Deum en zijn requiem ter gelegenheid van de 25ste verjaardag van Louise van België  enigszins bekend. Andere werken waren ook voornamelijk kerkmuziek (cantates, fuga’s en mannenkoren). Zijn Le sange de Christophe Colomb (1871) behaalde een eervolle vermelding bij de Prijs van Rome; zijn La dernière bataille op tekst van J. Abrasart (1875) een tweede prijs. Hij schreef voorts door de jaren heen werken voor koor/zangconcoursen en een cantate voor de Wereldtentoonstelling in Brussel. Zijn Cantate p[atriotique schreef hij voor het zilveren jubileum van het huwelijk van koning en koningin. Het Breda’s Mannenkoor had eens Israël van Tilman op het repertoire. Les venguers was een verplicht werk tijdens een wedstrijd in 1893 gehouden in het Paleis voor Volksvlijt in Amsterdam.
Van Fanny Tilman werden minstens twee kinderboeken uitgegeven: het betroffen Franse versies van Verhalen voor kinderen (Emile leClerq) uitgegeven bij Lebegue en Cie en Leesboek voor den eersten leeftijd (P.J. Herment). Zoon militair Guillaume Marie Louis Jean Tilman (1885-1918) stierf tijdens de Eerste Wereldoorlog aan een combinatie van griep en longontsteking in het veldhospitaal Cabour in Adinkerke.